# Герман (дем Синтика)
Вижте пояснителната страница за други значения на Герман.
Гѐрман (на гръцки: Σχιστόλιθος, Схистолитос; до 1927 година Γέρμανι, Германи) е село в Гърция, в дем Синтика област Централна Македония.

## География
Герман е най-западното село в историко-географската област Мървашко, разположено по долината на река Белица (на гръцки Крусовитис). Намира се на височина на 4 километра североизточно от демовия център град Валовища (Сидирокастро). Землището на селото е осеяно с пещери.

## История

### Етимология
Според българския езиковед Йордан Н. Иванов името на селото има вероятно тракийски произход и е образувано от прилагателното *gwhermo – „горещ“. На 2 километра западно от селото при някогашния чифлик Пулево има минерални извори, които до възникването на чифлигарското селище са били в землището на Герман.

### В Османската империя
Село Герман е селище с древна история. За първи път се споменава в османски източник от втората половина на 15 и началото на XVI век под днешното си име Герман със 70 регистрирани лица, глави на домакинства
До средата на XIX век Герман е един от центровете на железодобивната индустрия в областта Мървашко. До същото време на река Белица, източно от селото е фунционирал един самоков. Местното име Мадането, свидетелства, че в землището на селото е имало и железообработване.
През XIX век е чисто българско село, числящо се към Демирхисарска кааза на Серския санджак. В „Етнография на вилаетите Адрианопол, Монастир и Салоника“, издадена в Константинопол в 1878 година и отразяваща статистиката на населението от 1873 година, Герман (Guërman) е посочено като село с 85 домакинства и 300 жители българи.
В 1891 година Георги Стрезов пише за селото:
| „ | Герман, село на разстояние 3/4 час към СИ от Валовища. Планинско място; няколко градини с овощия и нивя по Белица. В черквата и училището четат смесено; има до 40 ученика. 60 къщи българе. | “ |

Съгласно статистическите изследвания на Васил Кънчов („Македония. Етнография и статистика“) към 1900 година селото брои 590 жители, всичките българи-християни.
По-голямата част от населението на селото е под върховенството на Българската екзархия. По данни на секретаря на Екзархията Димитър Мишев („La Macédoine et sa Population Chrétienne“) в 1905 година християнското население на Герман се състои от 640 жители, от които 600 българи екзархисти и 40 българи патриаршисти гъркомани. В селото функционира едно българско начално училище с един учител и 16 ученици.
В 1904/1905 година в българското училище в селото преподава Атанас Василев.
Село Герман е освободено от османска власт през 1912 година по време на Балканската война. При избухването на войната дванадесет души от Герман са доброволци в Македоно-одринското опълчение.

### В Гърция
През Междусъюзническата война в 1913 година селото е разорено и опожарено от гръцката армия, а част от населението му е избито. След войната то попада в пределете на Гърция. Към 1918 година селото брои 150 къщи с около 1000 жители. През същата година местното население се изселва в България. Най-компактни групи гѐрманци се установяват в Петрич и района, Мелник и района, Сандански и други.
На мястото на изселилите се българи са заселени гърци-бежанци от Мала Азия. Според преброяването от 1928 година Герман е изцяло бежанско село с 29 бежански семейства със 121 души.
През 1927 година селото е прекръстено от гръцките власти на Схистолитос.

## Личности
Родени в Герман
- Андрея Сотиров (1890 – ?), македоно-одрински опълченец, четата на Крум Пчелински, Трета рота на Петнадесета щипска дружина[15]
- Васил Левков, български революционер, деец на ВМРО[16]
- Георги Апостолов, македоно-одрински опълченец, 30-годипен, земеделец, четата на Георги Занков, Първа рота на Четвърта битолска дружина[17]
- Георги Иванов (? – 1913), македоно-одрински опълченец, Първа рота на Пета одринска дружина, загинал в Междусъюзническата война на 14 юли 1913 година[18]
- Иван Костадинов, македоно-одрински опълченец, четата на Георги Занков[19]
- Кичо Георгиев, македоно-одрински опълченец, четата на Пандо Шишков[20]
- Кочо Георгиев, македоно-одрински опълченец, четата на Пандо Шишков[21]
- Павел Георгиев, македоно-одрински опълченец, Първа рота на Единадесета сярска дружина[22]
- Тодор Великов (1880 – ?), македоно-одрински опълченец, четата на Георги Занков, Втора рота на Четвърта битолска дружина, ранен в Междусъюзническата война на 22 юни 1913 година[23]
- Тома Иванов, македоно-одрински опълченец, четата на Георги Занков[24]
- Тома Костадинов (1890 – ?), македоно-одрински опълченец, Четвърта рота на Пета одринска дружина[25]
- Тома Ставрев (1888 – ?), македоно-одрински опълченец, четата на Георги Занков, Четвърта рота на Четвърта битолска дружина[26]
- Христо Атанасов, македоно-одрински опълченец, 26-годишен, четата на Георги Занков, Трета рота на Четвърта битолска дружина, ранен в Междусъюзническата война на 9 юли 1913 година[27]